# Ficus lanata
Ficus lanata är en mullbärsväxtart som beskrevs av Carl Ludwig von Blume. Ficus lanata ingår i släktet fikonsläktet, och familjen mullbärsväxter. Inga underarter finns listade i Catalogue of Life.